# Ait Sidi Daoud
Ait Sidi Daoud  (in arabo أيت سيدي داود‎?) è un centro abitato e comune rurale del Marocco situato nella provincia di Al Haouz, regione di Marrakech-Safi. Conta una popolazione di 18 976 abitanti (censimento 2014).